# ニック・チヴェッタ
ニック・チヴェッタ（Nick Civetta、1989年11月5日 - ）は、メジャーリーグラグビー、ラグビー・ユナイテッド・ニューヨークに所属するラグビー選手。

## プロフィール
- アメリカ合衆国・ニューヨーク州スカースデイル出身[1]。
- ポジションはロック(LO) フランカー(FL)。
- 身長 203cm、体重 118kg
- アメリカ代表キャップは26（2021年2月現在）でラグビーワールドカップ2019のアメリカ代表に選ばれた[2]。

## 略歴
ラツィオ、ヴィアダーナ、I Medicei、ニューカッスル・ファルコンズ、ドンカスター・ナイツ、RCヴァンヌを経て、2021年、ラグビー・ユナイテッド・ニューヨークに加入。  